# Poesta

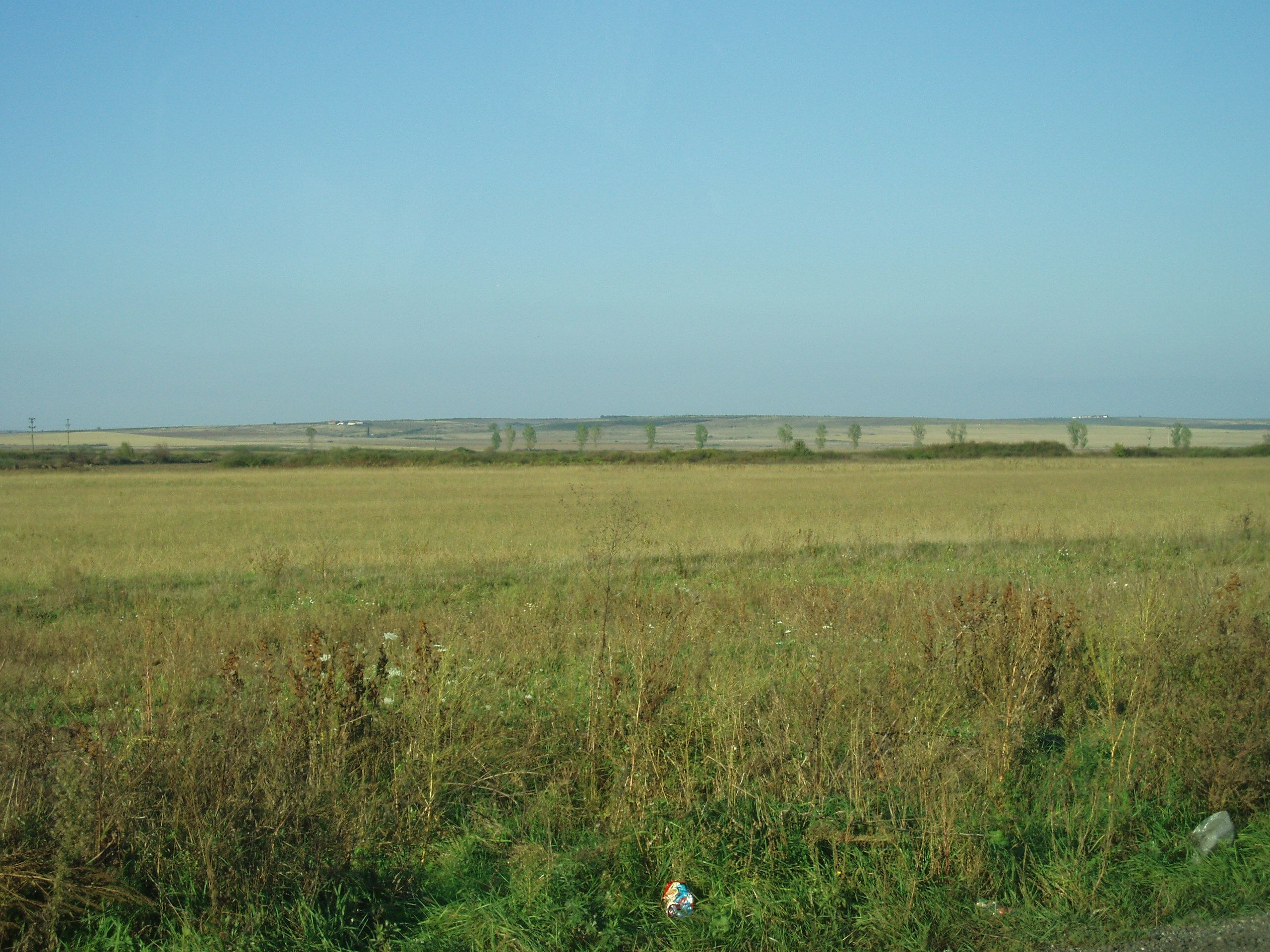
Poesta

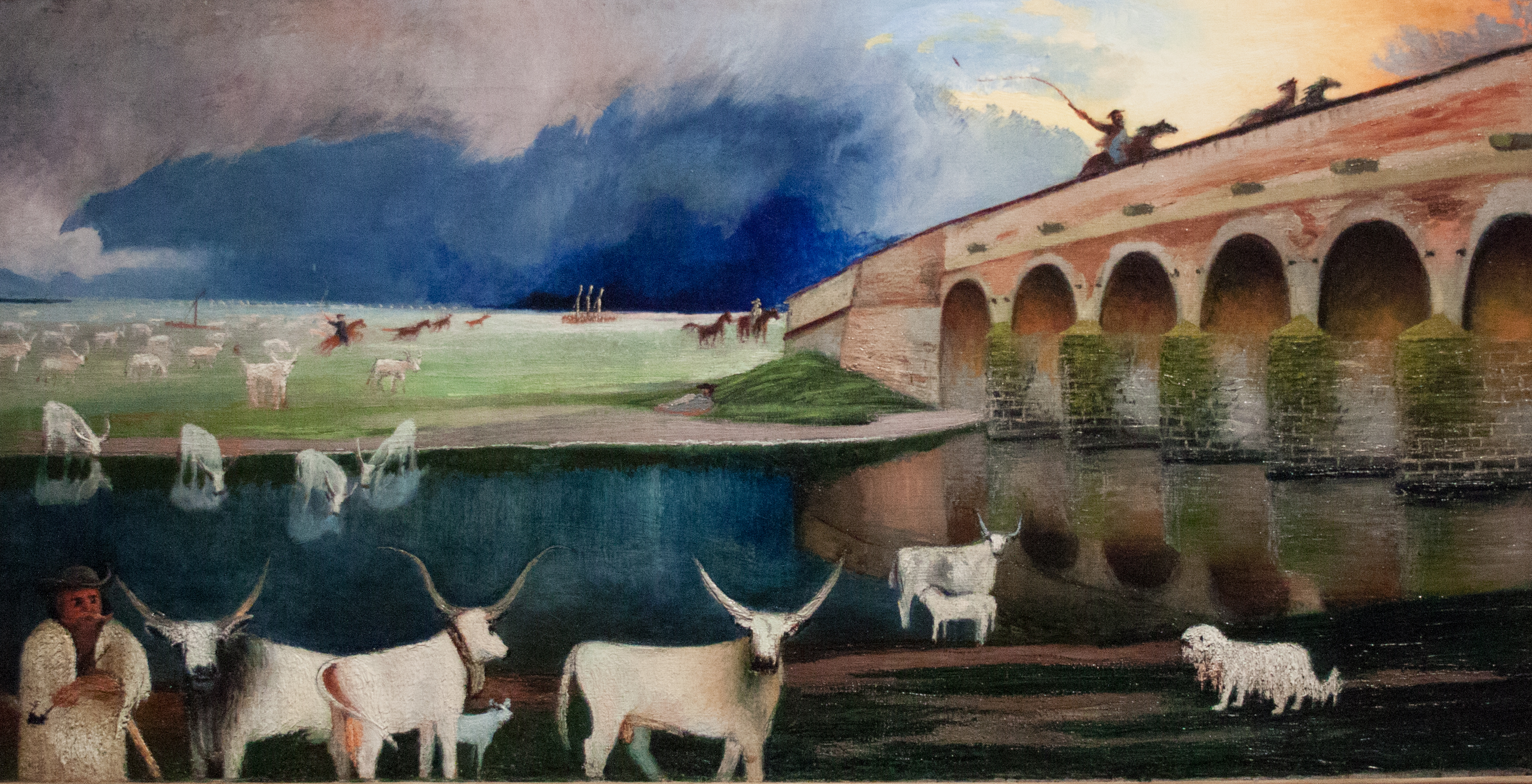
Tivadar Kosztka Csontváry, Storm op de Hortobágy-poesta (1903)

De poesta is het graslandschap van de Grote Hongaarse Laagvlakte, een steppelandschap met een hoog grondwaterpeil. Het Hongaarse woord puszta betekent leegte en is van Slavische oorsprong.
Van oudsher werd de poesta gebruikt voor extensieve veeteelt. Het gebied is grotendeels ontgonnen voor de akkerbouw. De laatste resten van de poesta worden als natuurreservaat beschermd. Het grootste en bekendste daarvan is het Nationaal park Hortobágy ten westen van Debrecen met zijn Nagycsárda (herberg) daterend uit 1699. Daarnaast is er de Bugac-poesta, een onderdeel van het Nationaal park Kiskunság.
Kenmerkend voor de traditionele poesta van Midden- en Oost-Hongarije zijn de typische waterputten (Hongaars: gémeskút, reigerputten), die ongeveer werken als de sjadoef uit het Midden-Oosten, kuddes grijze runderen, schapen met gedraaide hoornen (rackaschaap) en de langharige Hongaarse herdershonden puli en komondor. De bereden herders die de paarden hoeden worden csikós genoemd.
Het woord puszta kan betrekking hebben op de grote landgoederen van West-Hongarije, vandaar de vele dorpen in dat gebied waarvan de naam eindigt op puszta.

## Galerij

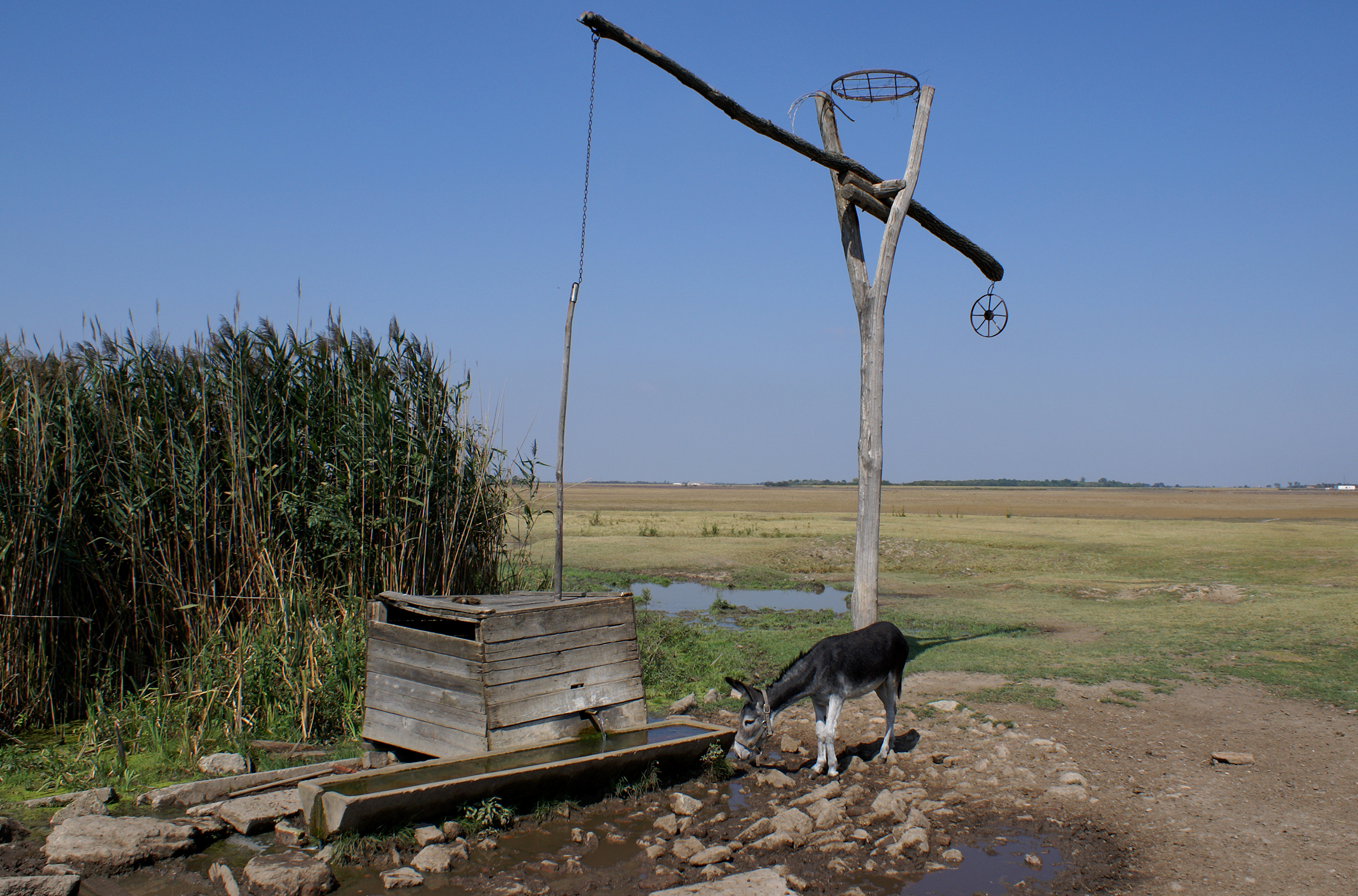
Typische waterput
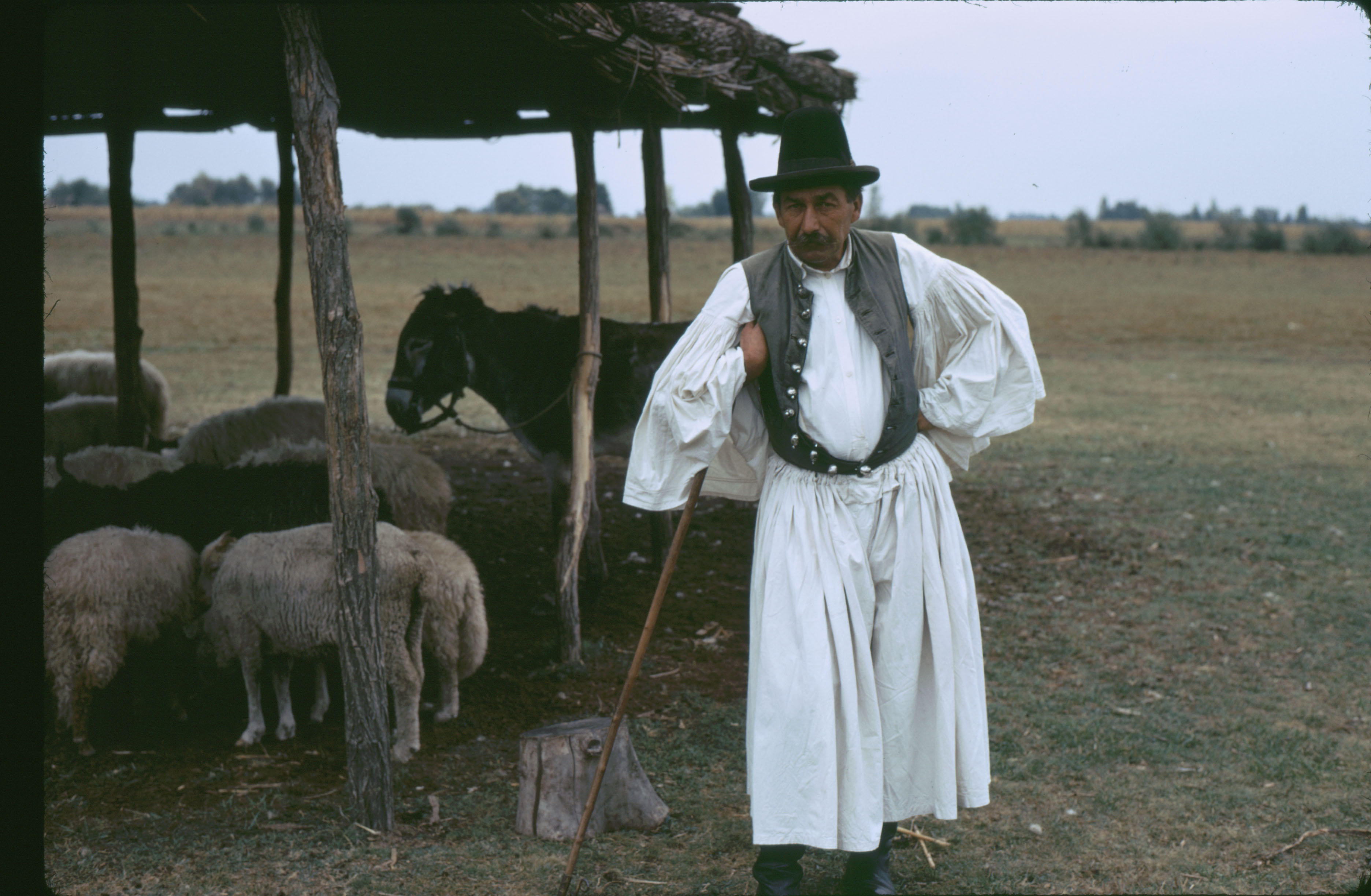
Schaapsherder in 1973
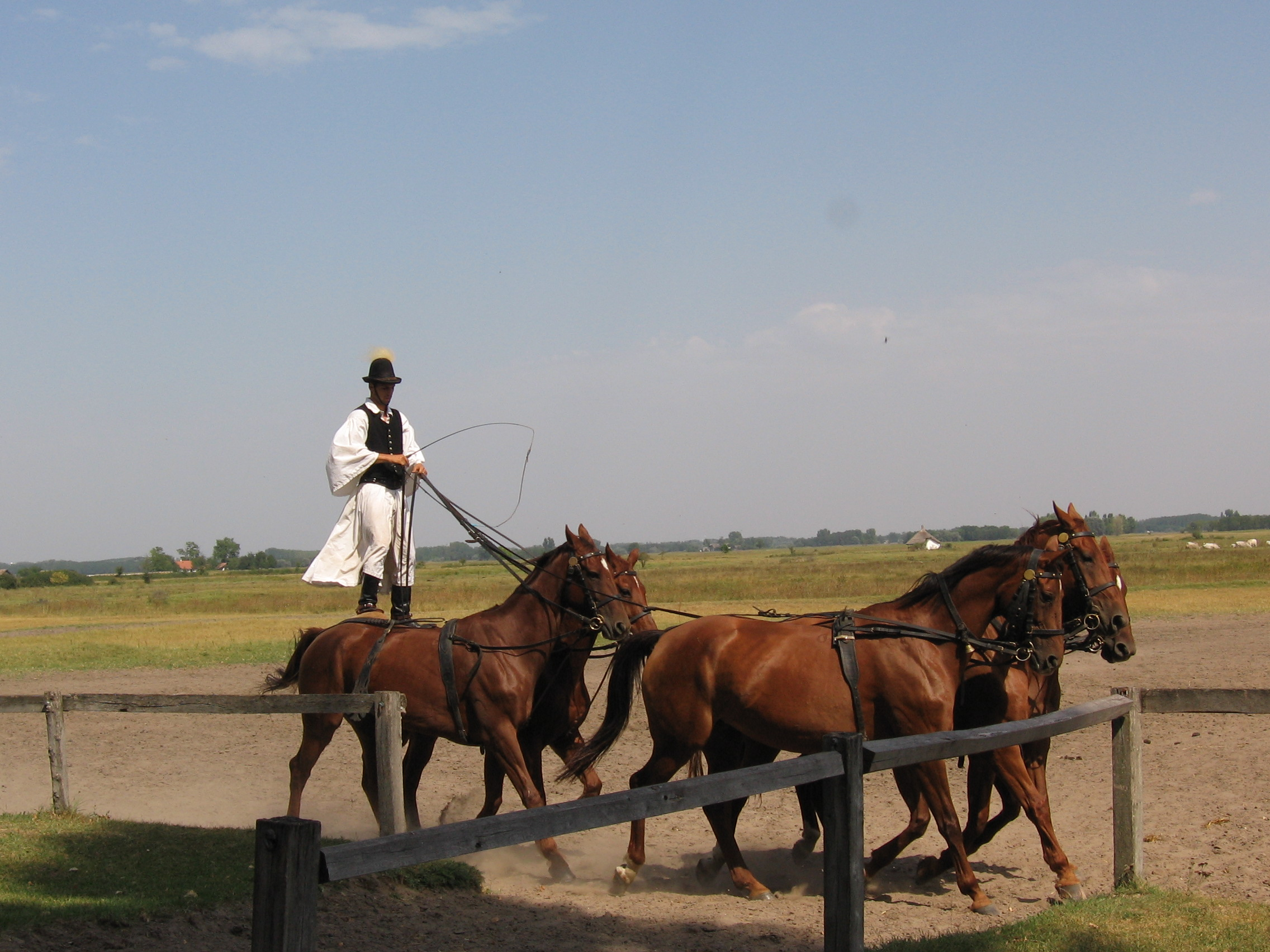
Folkloristische ruitershow, 2011
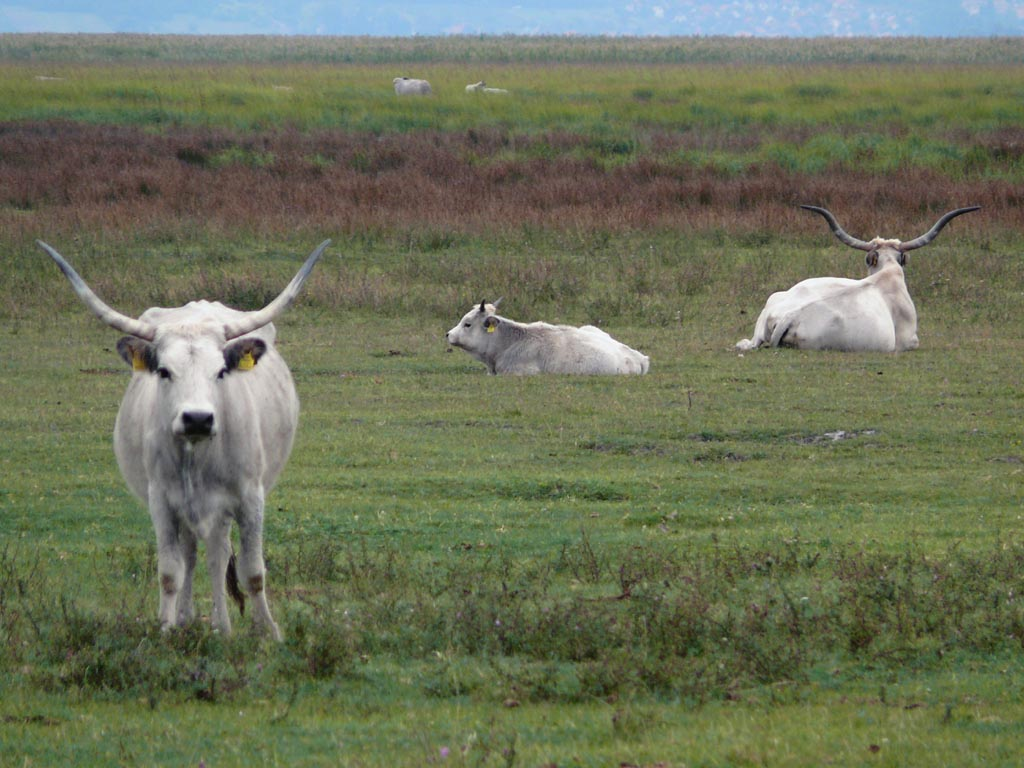
Hongaars grijs rund (szürke marha)